# Gheorghe Constantin (játékvezető)
Gheorghe Constantin (Râmnicu Vâlcea, 1951. április 23. –) román nemzetközi labdarúgó-játékvezető.

## Pályafutása

### Nemzeti játékvezetés
A küldési gyakorlat szerint rendszeres partbírói tevékenységet is végzett. 1987-ben lett az I. Liga játékvezetője. A nemzeti játékvezetéstől 1996-ban vonult vissza. Első ligás mérkőzéseinek száma: 213. Ez a szám 1982-től 2009-ig román csúcs volt, amit Octavian Ştreng játékvezetőnek sikerült megdöntenie. Az első osztályban vezetett 213 mérkőzésével a 9. helyen áll a romániai labdarúgó-játékvezetők között.

### Nemzetközi játékvezetés
A Román labdarúgó-szövetség Játékvezető Bizottsága (JB) terjesztette fel nemzetközi játékvezetőnek, a Nemzetközi Labdarúgó-szövetség (FIFA) 1989-től tartotta nyilván bírói keretében. A FIFA JB központi nyelvei közül a angolt beszéli. 
Több nemzetek közötti válogatott és klubmérkőzést vezetett, vagy működő társának partbíróként segített. A román nemzetközi játékvezetők rangsorában, a világbajnokság-Európa-bajnokság sorrendjében többedmagával a 16. helyet foglalja el 2 találkozó szolgálatával. Az aktív nemzetközi játékvezetéstől 1996-ban a FIFA 45 éves korhatárát elérve búcsúzott. Válogatott mérkőzéseinek száma: 4.

#### Labdarúgó-világbajnokság
A világbajnoki döntőhöz vezető úton Amerikai Egyesült Államokba a XV., az 1994-es labdarúgó-világbajnokságra ésFranciaországba a XVI., az 1998-as labdarúgó-világbajnokságra a FIFA JB bíróként alkalmazta.

##### 1994-es labdarúgó-világbajnokság

###### Selejtező mérkőzés
| Időpont             | Helyszín                    | Mérkőzés típusa           | Mérkőzés                 | Eredmény | Nézők száma |
| ------------------- | --------------------------- | ------------------------- | ------------------------ | -------- | ----------- |
| 1993. szeptember 8. | Üllői úti Stadion, Budapest | előselejtező (5. csoport) | Magyarország–Oroszország | 1 – 3    | 10 000      |

##### 1998-as labdarúgó-világbajnokság

###### Selejtező mérkőzés
| Időpont            | Helyszín                  | Mérkőzés típusa           | Mérkőzés      | Eredmény | Nézők száma |
| ------------------ | ------------------------- | ------------------------- | ------------- | -------- | ----------- |
| 1996. november 10. | Tsirion Stadion, Limassol | előselejtező (5. csoport) | Ciprus–Izrael | 2 – 0    | 10 500      |

#### Nemzetközi kupamérkőzések

##### Kupagyőztesek Európa-kupája
| Időpont           | Helyszín                          | Mérkőzés típusa           | Mérkőzés                            | Eredmény |
| ----------------- | --------------------------------- | ------------------------- | ----------------------------------- | -------- |
| 1967. október 28. | Georgi Aszparuhov Stadion, Szófia | előselejtező (1. forduló) | PFK Levszki Szofija–Ferencvárosi TC | 2 – 3    |

## Sportvezetőként
Aktív pályafutását befejezve 2007-2009 között a Román labdarúgó-szövetség JB elnökeként tevékenykedett. 2009-ben korrupciós vádak eredményeként börtönbüntetést kapott.